# Bloomsburg
Bloomsburg è un comune (town) degli Stati Uniti d'America, situato nello stato della Pennsylvania, nella contea di Columbia.